# Филимонов, Артём Денисович
Артём Дени́сович Филимо́нов (укр. Артем Денисович Філімонов; род. 21 февраля 1994, Ровно) — украинский футболист, полузащитник.

## Клубная карьера
В футбол начинал играть в академии ФК «Днепр» (Днепропетровск). Первый тренер — Алексей Чистяков. В чемпионате ДЮФЛ Украины также выступал за «Металлист» (Харьков). Провёл 14 игр в молодёжной команде «Днепра». В 2011 году признавался лучшим молодым игроком Днепропетровска. В феврале 2013 года стал футболистом одесского «Черноморца». Выступал в молодёжном первенстве Украины.
27 февраля 2015 года провёл первый поединок в украинской премьер-лиге, выйдя в основном составе матча против «Ильичёвца». Учитывая на тот момент состояние «Черноморца» после ухода многих ключевых исполнителей и главного тренера команды Романа Григорчука, Филимонов, действия которого были далеки от идеала, имел постоянную игровую практику и доверие исполняющего обязанности главного тренера — Александра Бабича. Перед началом сезона 2015/16 гг. был избран капитаном «Черноморца».
Завершил игровую карьеру из-за проблем со здоровьем.

## Карьера в сборной
В июне 2015 года был вызван наставником украинской «молодёжки» Сергеем Ковальцом для участия в Мемориале Лобановского. На этом турнире «жёлто-синие» заняли второе место, а Филимонов принял участие в обоих матчах.

## Тренерская карьера
В 2021 году стал тренером в штабе Александра Бабича в криворожском «Кривбассе». В дальнейшем работал с Бабичем в болгарской «Фратрии», а с февраля 2024 года — в «Пирине».

## Семья
Отец, Денис Филимонов — профессиональный футболист.